# Sphaeriodiscus mirabilis
Sphaeriodiscus mirabilis is een zeester uit de familie Goniasteridae.
De wetenschappelijke naam van de soort werd in 1976 gepubliceerd door Ailsa McGown Clark.